# Start to Feel
Start To Feel es el sexto álbum de estudio del dúo alemán de trance progresivo, Cosmic Gate. Fue lanzado el 26 de junio de 2014, a través de Armada Music.

## Listado de pistas
1. "Happyness" (6:21)
2. “Falling Back" (4:39) (con Eric Lumiere)
3. “Fair Game" (4:56) (con Ørjan Nilsen)
4. "Alone" (4:51) (con Kristina Antuna)
5. "No One Can Touch You Now" (5:49) (con Mike Schmid)
6. "Telefunken" (4:39) (con Jerome Isma-Ae)
7. “Run Away" (4:57) (con Eric Lumiere)
8. “Going Home" (4:33) (con Emma Hewitt)
9. “Sparks After The Sunset" (4:02) (con Sarah Lynn)
10. "Yai" (5:41)
11. “So Get Up" (4:26)
12. "Try" (4:19) (con Jaren)
13. “Start To Feel" (5:45) (con Cary Brothers)
14. “Shine Forever" (5:32) (con Alexander Popov and Jannika)
15. “Crushed" (4:54)
16. “Tormenta" (4:43) (con KhoMha)
17. “Falling Back“ (Radio Edit) (3:39) (con Eric Lumiere) iTunes Bonus Track
18. “All My Life" (5:11) (con Jonathan Mendelsohn) iTunes Bonus Track

## Posiciones en listas
| Listas (2014)                | Posición |
| ---------------------------- | -------- |
| Países Bajos (Album Top 100) | 21       |